# Puebla del Salvador (kommunhuvudort)
Puebla del Salvador är en kommunhuvudort i Spanien.   Den ligger i provinsen Provincia de Cuenca och regionen Kastilien-La Mancha, i den centrala delen av landet, 200 km sydost om huvudstaden Madrid. Puebla del Salvador ligger 874 meter över havet och antalet invånare är 273.
Terrängen runt Puebla del Salvador är platt åt sydväst, men åt nordost är den kuperad. Runt Puebla del Salvador är det mycket glesbefolkat, med 6 invånare per kvadratkilometer. Närmaste större samhälle är Minglanilla, 6,8 km sydost om Puebla del Salvador. Omgivningarna runt Puebla del Salvador är i huvudsak ett öppet busklandskap.